# The Toxic Waltz
A The Toxic Waltz az amerikai thrash metal együttes az Exodus 1989-ben megjelent dala, amely a Fabulous Disaster albumon hallható. Bár a dalt soha nem jelentették meg kislemezen, az együttes egyik legismertebb szerzeményének számít, 1989-es megjelenése óta a koncertprogram szerves részét képezi.

## Történet
A dal szövegét az énekes Steve "Zetro" Souza írta, aki Gary Holt azon kérésének tett eleget, hogy írja meg az Exodus rajongók, koncerteken mutatott viselkedését.
Holt elmondása szerint „ a Toxic Waltz pedig az Exodus rajongók dala, az ő önfeledt táncukat írja le. Bámulatos, mennyi energia szabadul fel ilyenkor. Klipet is készítettünk hozzá, mivel úgy gondoltuk, ez foghatja meg leginkább a hallgatókat.”
Zetro elmondása szerint csak viccnek szánta a dal szövegét, amolyan paródiaként gondolt rá, nem gondolta, hogy az együttes végül felhasználja majd.
A dal a Fabulous Disaster slágerének is tekinthető, melyben egyértelműen megmutatkoznak az együttes AC/DC hatásai.
A dalra egy a témához passzoló klippet forgattak, melyben látható a rajongók "tánca", vagyis az Exodus koncerteken látható mosh pit.A filmet a San Francisco városában található The Fillmore klubban rögzítették, a rendező  Daniel P. Rodriguez volt. Az Antipodes Productionsáltal készített klipet gyakran sugározta az MTV, a metal zenékre szakosodott műsorában a Headbangers Ballban.
A dal nagymértékben megnövelte az együttes népszerűségét, az MTV mellett gyakran játszotta a Los Angelesi KNAC rádióállomás is. Ezáltal a Fabulous Disaster az addigi legnagyobb példányszámban elkelt Exodus album lett, világszerte több mint 400 ezer darabot értékesítettek belőle.
Maga a dal a rajongók kedvencének számít, mely az együttes koncertjeinek elmaradhatatlan darabja is egyben.
Az 1991-ben megjelent koncertalbum a Good Friendly Violent Fun a The Toxic Waltz dal egyik sora alapján kapta a címét.

## Közreműködők
- Steve "Zetro" Souza – ének
- Gary Holt – gitár
- Rick Hunolt – gitár
- Rob McKillop – basszusgitár
- Tom Hunting – dob